# Giráldez, López Íñigo i Subías, arquitectes

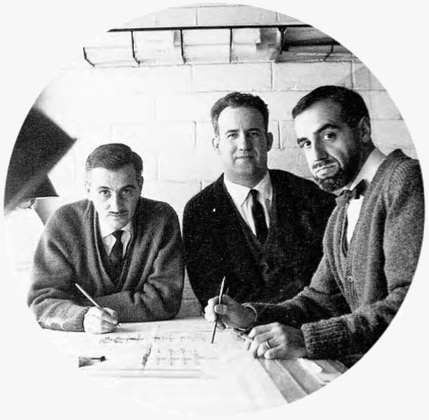
De izquierda a derecha: Pedro López Iñigo, Xavier Subías y Guillermo Giráldez, en su despacho en los años 1960.

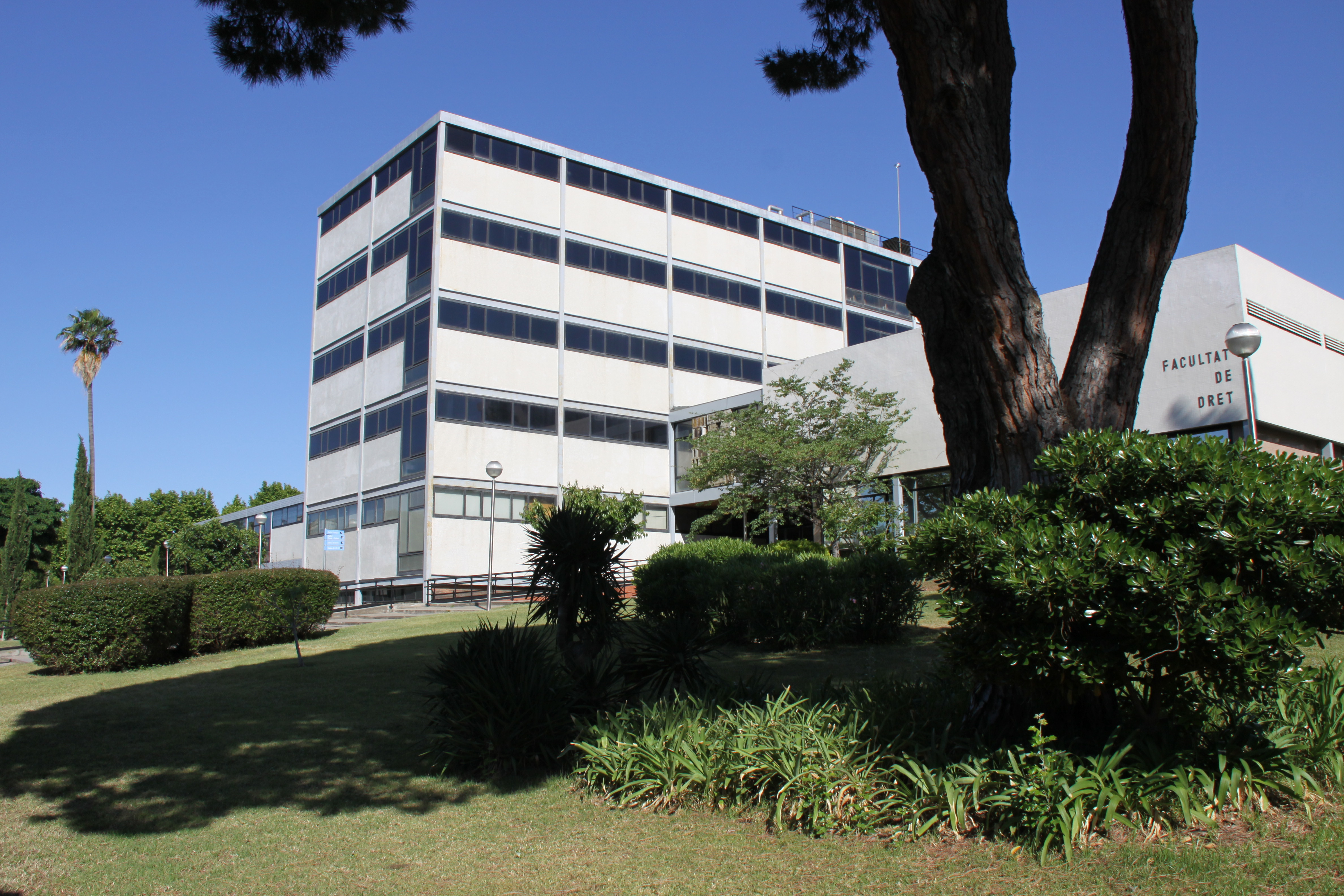
Facultad de Derecho de Barcelona (1957-58).

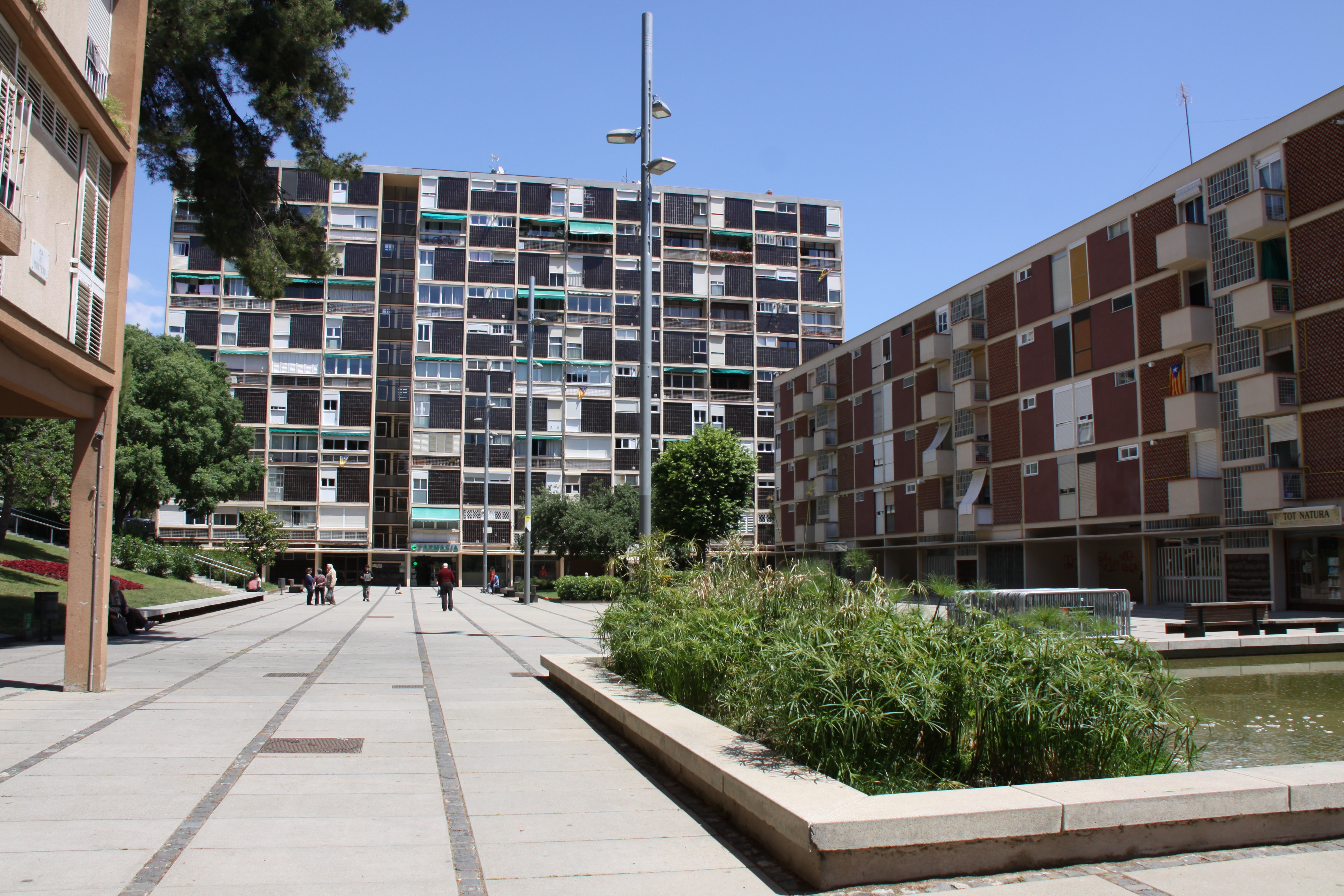
El Pla de Montbau, plaza central de la manzana sur del barrio.

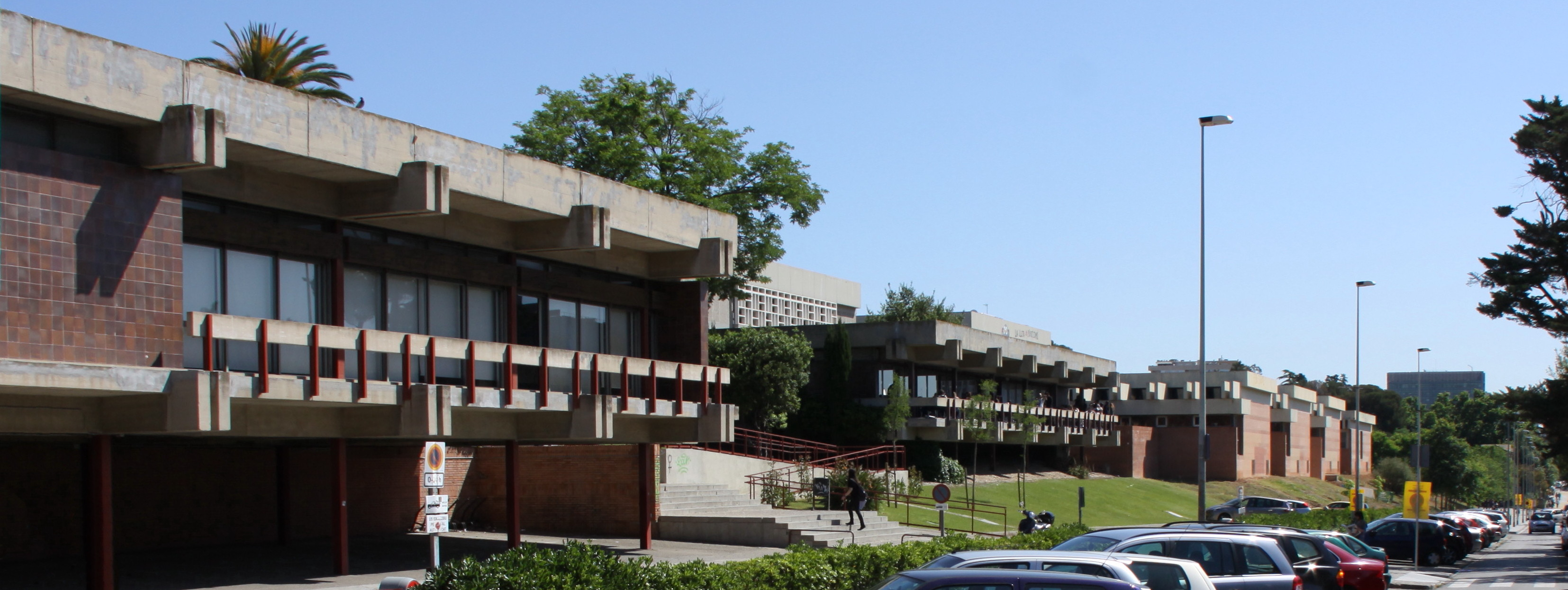
Facultad de Económicas de Barcelona (1962-66).

Giráldez, López Íñigo i Subías, arquitectes fue un despacho de arquitectura formato por los arquitectos Guillermo Giráldez Dávila (Barcelona, 1925), Pedro López Íñigo (Burgos, 1926 – Barcelona, 1997) y Xavier Subías i Fages (Figueras, 1926 – Barcelona, 2014), que estuvo activo entre 1955 y 1996. Fueron representantes destacados del resurgimiento de la arquitectura contemporánea en Cataluña y España. Su primera obra importante fue la Facultad de Derecho de Barcelona, de Estilo Internacional, que les valió el I premio FAD de Arquitectura e Interiorismo (1958).
Si bien en los últimos tiempos ha hecho una cierta fortuna el acrónimo LIGS para denominarlos, ellos nunca lo usaron y siempre utilizaron sus apellidos en orden alfabético.

## Trayectoria
Los tres arquitectos se conocieron en 1943 durante sus estudios en la Universidad de Barcelona. Se graduaron con la promoción de 1951, formada por tan solo 15 alumnos —entre ellos Oriol Bohigas o Josep Martorell—, pero mucho más numerosa que las anteriores. Su formación fue estrictamente clásica, de acuerdo con la arquitectura tardoacadémica imperante en el estado, pero el profesor Robert Terradas les abrió perspectivas hacia la arquitectura contemporánea.
Acabada la carrera, Guillermo Giráldez trabajó en el despacho de Eusebi Bona. En 1953 se inscribió en el Grupo R, y al año siguiente organizó, junto con Bohigas y Martorell, la segunda exposición del colectivo, centrada en los materiales.
Por su parte, Pedro López Íñigo se incorporó como arquitecto municipal al Patronato Municipal de la Vivienda de Barcelona.
Xavier Subías trabajó a pie de obra para la empresa Cubiertas y Tejados (CyT). Posteriormente se convirtió en arquitecto municipal de Barcelona.
En 1955 colaboraron para redactar un proyecto de viviendas experimentales de construcción industrializada, encargo de Cubiertas y Tejados para un concurso convocado por el Instituto Nacional de la Vivienda (INV), que incluía la edificación del bloque proyectado. Extrajeron experiencia e ideas que aplicarían en sus trabajos posteriores. A raíz de este proyecto decidieron seguir trabajando juntos.
En 1957 recibieron su primer encargo importante: la Facultad de Derecho del nuevo campus de la Universidad de Barcelona en la avenida Diagonal. El proyecto se tuvo que presentar en tres meses y la obra se ejecutó en nueve. Es un edificio racionalista y funcionalista con un lenguaje cercano al pabellón de Alemania de Ludwig Mies van der Rohe y al del racionalismo de los años 1930 del GATCPAC,
 influido por su reciente visita a la Interbau de Berlín. El proyecto incluía el diseño del mobiliario y el ajardinamiento. Esta obra ganó el I premio FAD.
El mismo 1957 elaboraron, por encargo del Ayuntamiento de Barcelona, el adelanto del Plan Parcial del barrio de Montbau, que los servicios municipales acabarían de desarrollar aumentando la densidad de edificación. Entre 1958 y 1960 construyeron tres de los bloques de la isla Sur. Posteriormente (1966-68) construyeron también el bloque N, con un sistema de pisos dúplex con corredores de acceso encajados, inspirados en la torre de Jaap Bakema y Jo van den Broek en la Interbau 57. Retomaron este patrón en los bloques de La Caixa (Diagonal/Ganduxer/Bori i Fontestà, Barcelona).
El siguiente gran encargo fue el Plan Parcial del Sudoeste del Besós (1959), en colaboración con Enric Giralt i Ortet y Josep Puig i Torné. En este sector, además, construyeron los edificios de viviendas y los equipamientos de las cuatro manzanas situadas más al norte. Aplicaron intensivamente soluciones empezadas a desarrollar en las viviendas experimentales y en Montbau, conjuntando la economía de medios con los recursos plásticos de los materiales y su ordenación.
La sede del CICF (Barcelona, 1961-1962), con una estructura basada en pilares diagonales que dibujan una A visible en toda la fachada, comienza una tendencia que sería definitoria de su estilo. En su lenguaje plástico basado en el diálogo entre los materiales, la estructura adquiere importancia, enlazando con la corriente brutalista.
La Facultad de Económicas de Barcelona (1962-1966) manifiesta ya abiertamente esta tendencia. Además, por su concepción en módulos repetibles se adscribe a la corriente megaestructural y anticipa la Universidad Autónoma (1963-1973).
En 1997, alfallecer López Iñigo, Giráldez y Subías dejaron en poco tiempo su actividad.

## Obras más relevantes
(En Barcelona cuando no se indica lo contrario)
- Viviendas experimentales, Madrid (1955)
- Biblioteca del Colegio Oficial de Arquitectos de Cataluña y Baleares (1962, hoy desaparecida)

Equipamientos docentes
- Facultad de Derecho de la Universidad de Barcelona (1957-58)
- Facultad de Económicas de la Universidad de Barcelona (1962-66)
- Escuela Betània Patmos (1963-64/1969)
- Institución Cultural del CICF (1961-1962)
- Universidad Autónoma de Barcelona, Bellaterra. Anteproyecto y proyecto de la primera fase (1969-73)
- Biblioteca de la Facultad de Letras, campus Diagonal (actual Parque Científico) (1997)

Urbanismo
- Polígono Montbau (1957-68)
- Polígono del barrio del Sudoeste del Besós (1959-61)
- Polígono Canyelles (1974)

Conjuntos residenciales
- Av. Diagonal/Ganduxer/Bori i Fontestà (1963-1966-1977)
- Gran Vía de las Cortes Catalanas, 144-156 (1966-1971)
- Bell Resguard, El Masnou (1973-1980)
- Calàbria, 168 Barcelona (1975)

Complejos sanitarios
- Clínica Dexeus (1968-1972/1981)
- Hospital Oncológico Duran i Reynals, Hospitalet de Llobregat (1973-1975/1978)
- Anteproyecto para el Hospital de la Santa Cruz y San Pablo (1966-1967)